# Selbstentsorger
Als Selbstentsorger bezeichnet man Hersteller und Vertreiber von Verkaufsverpackungen (§ 3 Abs. 1 Nr. 2 VerpackV), die ihre abfallrechtliche Produktverantwortung i. S. d. § 6 Abs. 1 und 2 der Verpackungsverordnung originär wahrnehmen und sich von ihren Pflichten nicht durch Teilnahme an einem System gemäß § 6 Abs. 3 VerpackV (Duales System) „freistellen“ lassen kann.
Nach § 6 Abs. 1 und 2 VerpackV sind Hersteller und Vertreiber dazu verpflichtet, vom Endverbraucher gebrauchte, restentleerte Verkaufsverpackungen am Ort der tatsächlichen Übergabe oder in dessen unmittelbarer Nähe unentgeltlich zurückzunehmen. Selbstentsorger müssen, genau wie duale Systeme, die in Anhang I Nr. 1 und 2 gestellten Anforderungen an die Verwertung, Rücknahme und Nachweisführung erfüllen.
Zur Erfüllung dieser Rücknahme-, Verwertungs- und Dokumentationspflichten können sich die Hersteller und Vertreiber auch Dritter bedienen (§ 11 Satz 1 VerpackV). Nach Anhang I Nr. 2 Abs. 1 Satz 5 ermöglicht der Gesetzgeber ebenfalls, dass mehrere Vertreiber und Hersteller kollektiv in einer Gemeinschaft ihre Produktverantwortung wahrnehmen. Diese Dritten organisieren, ggf. in sogenannten Selbstentsorgergemeinschaften, für die Teilnehmer die Erfüllung der Pflichten. Speziell heißt dies, sie übernehmen die Erfassung der Verkaufsverpackungen, gewährleisten, dass diese einer verordnungskonformen Verwertung zugeführt werden, und erstellen und hinterlegen den Mengenstromnachweis. Zu beachten ist hierbei, dass es, im Unterschied zu einer Beteiligung an einem dualen System i. S. d. § 6 Abs. 3 VerpackV, nicht zu einer Befreiung von Pflichten bei der Entsorgung von Verkaufsverpackungen kommt, sondern lediglich zu einer Übertragung.
Eine Sonderregelung besteht für Versandhändler. Diese sind nach § 6 Abs. 1 Satz 6 VerpackV sogar dazu verpflichtet, die Rückgabe von Verkaufsverpackungen durch geeignete Rückgabemöglichkeiten in zumutbarer Entfernung zum Endverbraucher zu gewährleisten. In der Literatur ist umstritten, ob Selbstentsorger dazu berechtigt sind, über ihre Pflichten hinaus eine haushaltsnahe Erfassung durchzuführen.